# Именем революции
«Именем революции» — советская историко-революционная драма режиссёра Генриха Габая, поставленная по одноимённой пьесе Михаила Шатрова на киностудии Мосфильм в 1963 году об одном из эпизодов Гражданской войны, когда судьба молодого Советского государства находилась под угрозой.

## Сюжет
1918 год. После смерти матери отец семейства решает отвезти детей в Москву к дальней родственнице. По дороге те переживают налёт на поезд белогвардейцев, гибель отца, знакомятся с беспризорником Яшкой. Тот едет в Москву с важной миссией — доставить Ленину свой план спасения страны от буржуев и контры. Ребята приобщаются к намерениям мальчишки, всеми правдами и неправдами добираются до Москвы, где встречаются с Владимиром Лениным и Феликсом Дзержинским. Их ждёт нелёгкая борьба за идеи Революции.

## В ролях
- Борис Смирнов — В. И. Ленин
- Анатолий Ромашин — Ф. Э. Дзержинский
- Алексей Алексеев — В. Д. Бонч-Бруевич
- Алёша Батенин — Петька
- Рафек Сабиров — Васька
- Володя Борисычев — Яшка, беспризорник
- В. Денисов — Сеня Коган, член отряда Союза рабочей молодёжи
- Белла Манякина — Тоня Голубева, член отряда Союза рабочей молодёжи
- Лариса Гордейчик — Женя, член отряда Союза рабочей молодёжи
- Павел Иванов — Борис, член отряда Союза рабочей молодёжи
- Валерий Головненков — Степан Романов, член отряда Союза рабочей молодёжи
- Михаил Глузский — Романовский (Матвей Сторожев), штабс-капитан, заговорщик
- Борис Битюков — Малинин, заговорщик
- Сергей Десницкий — Ярцев, следователь ЧК
- Лидия Смирнова — Елизавета Алексеевна
- Пётр Любешкин — Савельев Андрей, отец Петьки и Васьки
- Мария Андрианова — Тётя Глаша, мама Тони

Нет в титрах
- Нина Агапова — мать Жени
- Лидия Смирнова — Елизавета Алексеевна
- Юрий Кузьменков — эпизод
- Валерий Носик — член рабочего комитета завода Жако

## Критика
- Отсутствие собственного видения в искусстве иной раз приносит такие горькие плоды, каких не знает и прямое заимствование… Внутренняя пассивность художников, выглядит, мягко говоря, неприглядно, особенно потому, что в обоих фильмах речь заходит о Ленине. В «Мандате» герои думают о нём, мечтают увидеть. В «Именем революции» Владимир Ильич даже появляется на экране… Смысл показываемых событий сам по себе настолько значителен, что эти сцены не имели права быть второстепенными, иллюстративными в картине… Зачем же ему было ставить «Именем революции»? Неужели потому только, что находился в простое, нечего было ставить, а тут под руку подвернулся сценарий? (Константин Щербаков)[1][2][3]
- Избранная авторами тема требовала большей глубины мысли, большей яркости и значительности художественного повествования. (Андрей Зоркий)[3]